# Prefectura Nara
Prefectura Nara (奈良県 Nara-ken?) este una din prefecturile din Japonia.

## Geografie

Harta prefecturii Nara

### Municipii
Prefectura cuprinde 12 localități cu statut de municipiu (市):
| - Gojō - Gose - Ikoma - Kashiba | - Kashihara - Katsuragi - Nara (centrul prefectural) - Sakurai | - Tenri - Uda - Yamatokōriyama - Yamatotakada |